# Seawards the Great Ships
Seawards the Great Ships ist ein britischer Dokumentar-Kurzfilm von Hilary Harris aus dem Jahr 1960. Er thematisiert die Schiffbauindustrie am Clyde in Schottland.

## Handlung
Der Film beginnt mit dem Stapellauf mehrerer großer Schiffe wie der British Queen und Jamaica Planter. Es folgen kommentierte Landschaftsaufnahmen vom Clyde und Umgebung, wobei die Bedeutung des dortigen Schiffbaus betont wird. Der Film stellt verschiedene Arten von Schiffen vor, die in der Region gebaut werden. Auch die Schwerindustrie wird erwähnt. Es folgen Aufnahmen von Glasgow, Züge, die Stahl anliefern, Szenen aus der Stahlproduktion und Arbeiter in einer Werft.
Im Mittelpunkt des Films steht der Herstellungsprozess eines Schiffes. Zunächst werden die Aufgaben von Schiffsarchitekten in einem Konstruktionsbüro näher beleuchtet. Mehrfach wechselt der Fokus zu Arbeitern an verschiedenen Maschinen, die Stahl zu Schiffsteilen verarbeiten. Auch das Designen von Schiffen mit Diagrammen und die Prüfung mittels Schiffsmodellen in einem Versuchsbecken werden gezeigt, dann das Zusammenstellen der einzelnen Schiffsteile in der Vorfertigung und der Transport der Teile auf die Stapel. Es folgt eine Szene mit Werftarbeitern, die während ihrer Pause einen (gestellten) Dialog führen. Danach wird der endgültige Zusammenbau eines neuen Schiffes gezeigt, der Abbau der Holzstapel und schließlich Schiffstaufe und Stapellauf der British Trust. Es folgen nötige Nacharbeiten an Bord des Schiffes und das erste Auslaufen aus dem Hafen.
Abschließend berichtet der Kommentator über die möglichen Einsatzgebiete der am Clyde gebauten Schiffe.

## Hintergrund
Die Entstehung des Films Seawards the Great Ships, der den Schiffbau am Clyde sehr positiv darstellt, fällt in eine Zeit, als eigentlich bereits der wirtschaftliche Abschwung der Schiffsindustrie in dieser Region begonnen hatte. Der Kurz-Dokumentarfilm wurde finanziert vom Wirtschaftsverband Clyde Shipbuilders' Association, dem Films of Scotland Committee und der britischen Behörde Central Office of Information. Die Clyde Shipbuilders Association hatte für ihr Sponsoring unter anderem zur Bedingung gemacht, dass dem ganzen Standort Anerkennung gezollt werden sollte, nicht nur einzelnen Unternehmen. Daher wurde Filmmaterial von allen 23 Werften am Clyde aufgenommen. Die Dreharbeiten dauerten insgesamt zwei Jahre.
Der Film wurde von dem Unternehmen Templar Film Studios aus Glasgow produziert. John Grierson schrieb das Treatment für Seawards the Great Ships und wählte den jungen US-Amerikaner Hilary Harris (1929–1999) als Regisseur, dessen zumeist experimentelle Arbeiten er zuvor auf Festivals gesehen hatte. Cliff Hanley verfasste den Kommentar zum Film, der von dem schottischen Schauspieler Bryden Murdoch in seinem Heimatdialekt und auf Englisch von Kenneth Kendall vorgelesen wurde. Insgesamt wurde er in zwölf Sprachen übersetzt. Auch die eingespielten Dialoge von Werftarbeiten folgen einem Skript. Als Kameramann wirkte möglicherweise unter anderem Bob Riddell-Black (1919–2002) an Seawards the Great Ships mit. Eine besondere Ästhetik erlangt der Film durch einige abstrakte bis surreale Kameraaufnahmen aus Winkeln und Schatten, welche zusammenmontiert die abgebildeten Maschinen und Metallteile als eine Art Kunst erscheinen lassen.
Nach der Fertigstellung wurde der Kurzfilm zusammen mit dem ebenfalls 1960 erschienenen Drama Einst ein Held vertrieben. Seine Premiere fand am 1. Mai 1960 in Glasgow statt. Danach lief Seawards the Great Ships auf verschiedenen Filmfestivals und wurde dort mehrfach ausgezeichnet. 1961 wurde er für einen BAFTA Award nominiert. 1962 gewann er einen Oscar in der Kategorie Bester Kurzfilm. Es war der erste Oscar für einen von schottischen Filmemachern geschaffenen Film.
Das British Film Institute vertreibt Seawards the Great Ships auf der zweiteiligen DVD-Kompilation Tales from the Shipyard.